# 521 (číslo)
Pět set dvacet jedna je přirozené číslo. Následuje po čísle pět set dvacet a předchází číslu pět set dvacet dva. Římskými číslicemi se zapisuje DXXI a řeckými číslicemi φκα.

## Matematika
521 je:
- Deficientní číslo
- Prvočíslo
- Nešťastné číslo

## Astronomie
- (521) Brixia je planetka hlavního pásu, kterou v roce 1904 objevil Raymond Smith Dugan

## Roky
- 521
- 521 př. n. l.